# William James Connell
William James Connell (* 6. Juli 1846 in Cowansville, Québec, Kanada; † 16. August 1924 in Atlantic City, New Jersey) war ein US-amerikanischer Politiker. Zwischen 1889 und 1891 vertrat er den ersten Wahlbezirk des Bundesstaates Nebraska im US-Repräsentantenhaus.

## Werdegang
Im Jahr 1857 kam William Connell nach Schroon Lake im Staat New York, 1862 zog er weiter nach Vermont. In diesen beiden Staaten besuchte er die öffentlichen Schulen. Schließlich zog er im Jahr 1867 nach Omaha in Nebraska. Nach einem Jurastudium und seiner 1869 erfolgten Zulassung als Rechtsanwalt begann er in seinem neuen Beruf zu arbeiten. Zwischen 1872 und 1876 war er Bezirksstaatsanwalt im dritten juristischen Bezirk von Nebraska und von 1883 bis 1887 war er Prozessanwalt der Stadt Omaha.
Connell war Mitglied der Republikanischen Partei. 1888 wurde er in das US-Repräsentantenhaus gewählt, wo er am 4. März 1889 John A. McShane ablöste. Da er aber bei den nächsten Wahlen William Jennings Bryan unterlag, konnte er bis zum 3. März 1891 nur eine Legislaturperiode im Kongress absolvieren. Nach dem Ende seiner Zeit in Washington, D.C. wurde Connell 1892 wieder Anwalt der Stadt Omaha. Außerdem arbeitete er als privater Rechtsanwalt. Er starb am 16. August 1924 in Atlantic City. Sein Sohn Karl erfand die Gasmaske, die die amerikanischen Streitkräfte während des Ersten Weltkriegs benutzten.